# 大竹オサム
大竹 オサム（おおたけ おさむ、1949年〈昭和24年〉5月22日 - ）は、日本のジャーナリスト、作家、料理人。本名・大竹 修（読み同じ）、 大竹まこと（お笑いタレント、俳優）は双子の兄。大竹涼太は甥。血液型B型、東京都目黒区出身。東京大学教育学部附属中学校・高等学校（現・東京大学教育学部附属中等教育学校）卒業。
世田谷区奥沢にあったイタリアンレストラン、Gotham Cafe'（ゴッサムカフェ）のオーナーシェフ。
ジャーナリストとしては、東スポ、週刊現代、雑誌フライデーの記者や漫画アクションでのインタビュアー経験が有り、ミスターバイク（モーターマガジン社発行のバイク雑誌）の編集長であった。
作家としては上記の経験よりバイクを題材にした物を中心に漫画原作や小説等を執筆。
2010年3月に閉校した日本ジャーナリスト専門学校でリポート実習の講師をつとめた。

## 漫画原作作品
- ケンタウロスの伝説 （作画：御厨さと美）
- 万歳ハイウェイ （作画：守村大）
- 激走!!GXブルース （作画：落合あたる）

上記は全てオサム名義